# Paropsia humblotii
Paropsia humblotii je biljka iz porodice Passifloraceae, roda Paropsia.Prihvaćeno je ime.
Sinonimi je Paropsia obcuneata H. Perrier.
Raste na Madagaskaru (Fianarantsoa, Atsmo-Atsinanana, Toamasina, Analanjirofo, Atsinanana, Toliara, Anosy). Primjerci su pokupljeni na visinama od 0 do 874 metra nadmorske visine.
Svrstana je u IUCN-ov popis ugroženih vrsta, stupnja ugroženosti "najmanja zabrinutost". Raste u šumskim staništima. Populacija je prema zadnjim procjenama opadajuća.

## Vanjske poveznice
- Paropsia na Germplasm Resources Information Network (GRIN)  Arhivirana inačica izvorne stranice od 3. svibnja 2013. (Wayback Machine), SAD-ov odjel za poljodjelstvo, služba za poljodjelska istraživanja.